# Италийские войны Дионисия Старшего
Италийские войны 393—386 до н. э. — завоевательные походы сиракузского тирана Дионисия Старшего в Южной Италии. События этих кампаний описаны в XIV книге «Исторической библиотеки» Диодора Сицилийского.

## Италийская политика Дионисия
Греческие города Южной Италии вошли в сферу интересов Дионисия после подчинения полисов Восточной Сицилии и в период подготовки Второй Карфагенской войны. Тиран заручился союзом с дружественными Локрами Эпизефирскими, с гражданкой которых Доридой вступил в брак в 398 году до н. э. Аналогичное предложение, сделанное жителям традиционно враждебного Регия, было фактически отвергнуто в оскорбительной форме. По словам Диодора, регийцы ответили, что единственная девушка, которая согласится выйти за него замуж, это дочь городского палача.
После перехода расположенной на противоположном Регию берегу сицилийской Мессаны под власть сиракузского тирана регийцы в 394 году до н. э. начали военные действия. Пользуясь тем, что Дионисий был занят осадой Тавромения, они переправили на остров изгнанников из разрушенных Катаны и Наксоса и поселили их в Милах в Мессанской области, а сами атаковали Мессану, но колонисты и наёмники, размещенные тираном в этом городе и Тиндариде, отразили нападение, а затем восстановили власть Дионисия над Милами.
В 393 году до н. э. регийцы фактически содействовали нападению Магона на Мессану, на что Дионисий в том же году ответил попыткой захватить Регий внезапным ударом, но лишь сумел недвусмысленно заявить о претензиях на земли по ту сторону пролива, а города Великой Греции теснее сплотились в Италиотскую лигу, образованную, по-видимому, несколько раньше для борьбы с луканами.

## Второй поход на Регий
По окончании Второй Карфагенской войны Дионисий продолжил наступление в Южной Италии, где ему противостояла Италиотская лига во главе с Фуриями, Кротоном и Кавлонией.
В 390 году до н. э. Дионисий, жаждавший отомстить регийцам за оскорбление, предпринял новый поход на Регий, являвшийся ключом к Италии. Полагают, что он действовал в союзе с Локрами, оказывавшими его войскам поддержку. С армией из двадцати тысяч пехоты и тысячи всадников, и при поддержке флота из 120 военных кораблей тиран подошел к границе локрийской области, а оттуда двинулся через регийские земли, вырубая деревья, сжигая и уничтожая все на своем пути, после чего расположился лагерем у пролива.
На помощь регийцам союзники направили из Кротона 60 кораблей; Дионисий вышел на перехват с пятьюдесятью кораблями и стремительно напал на них у побережья, но регийцы атаковали его флот и, осыпав дождем стрел, заставили сиракузян отойти в открытое море. Затем разразилась буря, регийцы вытащили корабли на берег, а Дионисий потерял семь из своих кораблей и с ними не менее 1500 человек. Многие из моряков с выброшенных на берег кораблей попали в плен к регийцам, а сам тиран, находившийся на пентере, несколько раз едва не утонул и около полуночи с большим трудом добрался до порта Мессаны. С наступлением зимы он заключил союз с луканами и отвел свои войска назад в Сиракузы, договорившись с регийцами о годичном перемирии.

## Разгром фурийцев
По-видимому, в 389 году до н. э. луканы, поддержанные сиракузским флотом под командованием Лептина, напали на область Фурий. Жители этого города призвали на помощь войска союзников, а сами, не дожидаясь их подхода, выступили против луканов с четырнадцатью тысячами пехоты и тысячей конницы. Варвары отступили, греки, вторгшиеся на их земли, захватили ряд поселений, где взяли большую добычу, после чего решили осадить город Лаос, к которому вел узкий горный проход. Втянувшись в ущелье, фурийцы оказались блокированы противником, собравшим тридцать тысяч пехоты и четыре тысячи всадников. Спустившись с окрестных гор, луканы нанесли грекам тяжелейшее поражение. По словам Диодора, они получили приказ не брать пленных, в результате чего фурийцы потеряли убитыми более десяти тысяч человек. Уцелевшие бежали к прибрежным горам, другие, увидев шедшие вдоль берега триремы Лептина, и приняв их за регийские, бросились к кораблям вплавь. Сиракузяне приняли на борт более тысячи беглецов, которых Лептин затем продал луканам по мине серебра за человека, поручившись за будущий выкуп, и убедил италийских греков заключить мир с луканами. Этим он завоевал популярность у италиотов, но вызвал недовольство Дионисия, рассчитывавшего, что война греков с луканами облегчит ему завоевание Южной Италии. Дионисий сместил Лептина с должности, назначив на его место другого своего брата Феарида.

## Взятие Кавлонии
В 388 году до н. э. Дионисий выступил из Сиракуз с войском из более чем двадцати тысяч пехоты, около трёх тысяч кавалерии, и флотом из сорока военных и не менее, чем трехсот грузовых кораблей. Опираясь на Мессану, он послал Феарида с тридцатью кораблями к Липарским островам, где сиракузяне захватили десять регийских кораблей, а затем осадил Кавлонию. Италиоты двинули на помощь осаждённым войско под командованием Гелорида (25 тысяч пехоты и 2 тысячи конницы), но их армия была разбита тираном в битве на реке Эллепор, потеряв пленными десять тысяч человек. Дионисий мх отпустил и заключил с италийскими городами мир на довольно легких условиях, но Регий был вынужден выдать свой флот из семидесяти трирем, выплатить триста талантов и дать сотню заложников. Кавлония была разрушена, а ее жители переселены в Сиракузы, где прлучили права гражданства и освобождение от налогов на пять лет. Земли Кавлонии были переданы союзникам Дионисия локрийцам.
Тогда же или несколько позднее кротонцы по требованию Дионисия были вынуждены передать локрийцам Скиллетий, контролировавший перешеек (160 стадий) между Скиллетийским и Гиппониатским заливами.

## Осада Регия
В следующем году Дионисий овладел Гиппонием, который также разрушил, вывел население в Сиракузы, а территорию передал локрийцам, после чего нашел повод для разрыва мирного договора с Регием и начал осаду города, продолжавшуюся одиннадцать месяцев. В 386 году до н. э. регийцы были вынуждены сдаться и их город был разрушен. Из шести тысяч выживших тиран отпустил тех, кто смог заплатить мину серебра, остальных продал в рабство.